# Томас, Брин
Дэвид Бринмор (Брин) Томас (англ. David Brynmor (Bryn) Thomas; 29 апреля 1912, Нит, Гламорган — 19 июля 2005, Нит, Нит-Порт-Толбот) — валлийский и британский хоккеист на траве, центральный защитник; крикетист, баскетболист. Серебряный призёр летних Олимпийских игр 1948 года.

## Биография
Брин Томас родился 29 апреля 1912 года в британском городе Нит.
Играл в хоккей на траве за «Нит» и «Кардифф». Провёл свыше 100 матчей за сборную Гламоргана и 14 матчей за сборную Уэльса.
Параллельно играл в крикет на позиции боулера, выступал за «Нит», с 1953 года — за «Бритон Таун».
Во время Второй мировой войны и после неё служил сержантом добровольческого резерва королевских ВВС Великобритании. В 1946 году помог команде ВВС победить в чемпионате Уэльса по баскетболу.
В 1946 году был награждён медалью Британской империи за заслуги в организации спортивной деятельности в ВВС.
В 1948 году вошёл в состав сборной Великобритании по хоккею на траве на летних Олимпийских играх в Лондоне и завоевал серебряную медаль. В матчах не участвовал.
Входил в руководство регбийного клуба «Аберавон».
Умер 19 июля 2005 года в Ните.